# Hogan's Alley (película)
Hogan's Alley es una película muda estadounidense estrenada en 1925, producida y distribuida por Warner Bros., dirigida por Roy Del Ruth y protagonizada por Monte Blue, Patsy Ruth Miller y Ben Turpin. La película es precuela de One Round Hogan, película de boxeo también protagonizada por Monte Blue.

## Trama
El boxeador Lefty O'Brien, aunque ganó un campeonato por nocaut, no es un hombre feliz, puesto que, con su mano izquierda, golpeó la mandíbula de su oponente, quien terminó gravemente herido.
Lefty tiene una novia, Patsy, pero el padre de esta se opone a que se casen. Cuando es tratada por una lesión por el Dr. Franklin, este también intenta hacerla perder el control. Lefty y su padre deben acudir a su rescate cuando está atrapada en un tren fuera de control.

## Elenco
- Monte Blue como Lefty O'Brien
- Patsy Ruth Miller como Patsy Ryan
- Willard Louis como Michael Ryan
- Louise Fazenda como Dolly
- Ben Turpin como Un desconocido
- Heinie Conklin as El amigo desconocido
- Max Davidson as Clothier
- Herbert Spencer Griswold como The Texas Kid
- Frank Hagney como Battling Savage
- Nigel Barrie como Dr. Emmett Franklin
- Mary Carr como Mother Ryan
- Frank Bond como Al Murphy

## Estado de conservación
Una versión incompleta de Hogan's Alley puede ser encontrada en los Archives du Film du CNC (Bois d'Arcy), Francia.